# Оризе, Клод
Клод Оризе́ (фр. Claude Orizet) — швейцарская кёрлингистка.
В составе женской сборной Швейцарии участница чемпионата мира 1994 (заняли шестое место) и чемпионата Европы 1986 (выиграли серебряные медали).
Играла на позиции третьего.

## Достижения
- Чемпионат Европы по кёрлингу: серебро (1986).

## Команды
| Сезон   | Четвёртый      | Третий      | Второй           | Первый          | Запасной   | Турниры           |
| ------- | -------------- | ----------- | ---------------- | --------------- | ---------- | ----------------- |
| 1986—87 | Liliane Raisin | Клод Оризе  | Carole Barbey    | Beatrice Pochon |            | ЧЕ 1986           |
| 1993—94 | Ангела Луц     | Лоранс Бидо | Лоранс Морисетти | Сандрин Мерсье  | Клод Оризе | ЧМ 1994 (6 место) |

(скипы выделены полужирным шрифтом)